# Shahpura
Shahpura était un État princier des Indes, dirigé par des souverains qui portaient le titre de « radjah » et qui subsista jusqu'en 1949, date à laquelle il fut intégrer à l'État du Rajasthan.

## Liste des radjahs de Shahpura de 1796 à 1949
- 1796-1827 Amar Singh (1784-1827)
- 1827-1845 Madho Singh (1813-1845)
- 1845-1853 Jagat Singh (1837-1853)
- 1853-1869 Lakshman Singh (1852-1869)
- 1870-1932 Nahar Singh (en) (1855-1932)
- 1932-1947 Umaid Singh II (1876-1955), abdiqua
- 1947-1949 Sudershandev Singh (1915-1992)